# Go to Sleep
Go to Sleep (titolo alternativo: Little Man being Erased) è un singolo dei Radiohead, estratto dall'album Hail to the Thief.
Il brano si basa su un riff di chitarra scritto da Ed O'Brien ed eseguito su chitarra semiacustica da Thom Yorke con gli arricchimenti della chitarra elettrica di Jonny Greenwood e lo stesso O'Brien. Avente come base questo riff, il brano è stato poi sviluppato da Greenwood e Yorke, sia dal punto di vista armonico/melodico che ritmico.

## Tracce

### Versione Regno Unito
- CD 1

1. Go to Sleep
2. I Am Citizen Insane
3. Fog (Again) (live)

- CD 2

1. Go to Sleep
2. Gagging Order
3. I Am a Wicked Child

- 12"

1. I Am Citizen Insane
2. I Am a Wicked Child

### Versione USA
- CD (pubblicato il 3 settembre 2003 dalla Capitol Records)

1. Go to Sleep. (Little Man Being Erased.)
2. Gagging Order
3. I am a Wicked Child

- 12"

1. Go to Sleep
2. I Am Citizen Insane

### Versione Canada
- CD

1. Go to Sleep
2. I Am Citizen Insane
3. Fog (Again) (live)

## Classifiche
| Classifica (2003)         | Posizione massima |
| ------------------------- | ----------------- |
| Australia                 | 39                |
| Belgio (Vallonia)         | 60                |
| Canada                    | 2                 |
| Danimarca                 | 11                |
| Finlandia                 | 14                |
| Francia                   | 87                |
| Germania                  | 82                |
| Irlanda                   | 11                |
| Italia                    | 9                 |
| Paesi Bassi               | 55                |
| Regno Unito               | 12                |
| Stati Uniti (alternative) | 32                |
| Svizzera                  | 90                |